# Dániel Prosser
Dániel Prosser (sinh 15 tháng 6 năm 1994) là một cầu thủ bóng đá Hungary hiện tại thi đấu cho Puskás Akadémia.

## Thống kê câu lạc bộ
| Câu lạc bộ          | Mùa giải | Giải vô địch | Giải vô địch | Cúp  | Cúp | Cúp Liên đoàn | Cúp Liên đoàn | Châu Âu | Châu Âu | Tổng | Tổng |
| Câu lạc bộ          | Mùa giải | Trận         | Bàn          | Trận | Bàn | Trận          | Bàn           | Trận    | Bàn     | Trận | Bàn  |
| ------------------- | -------- | ------------ | ------------ | ---- | --- | ------------- | ------------- | ------- | ------- | ---- | ---- |
| Honvéd              |          |              |              |      |     |               |               |         |         |      |      |
| 2013–14             | 11       | 1            | 2            | 0    | 5   | 1             | 0             | 0       | 18      | 2    |      |
| 2014–15             | 11       | 0            | 3            | 2    | 1   | 0             | 0             | 0       | 15      | 2    |      |
| Tổng                | 22       | 1            | 5            | 2    | 6   | 1             | 0             | 0       | 33      | 4    |      |
| Tổng cộng sự nghiệp |          | 22           | 1            | 5    | 2   | 6             | 1             | 0       | 0       | 33   | 4    |

Cập nhật theo các trận đấu đã diễn ra tính đến ngày 6 tháng 12 năm 2014.